# Maupas, Gers
Maupas là một xã thuộc tỉnh Gers trong vùng Occitanie tây nam nước Pháp. Xã này có độ cao trung bình 116 mét trên mực nước biển.